# Martí Batlle
Martí Batlle, també Martí de Baylo, (?, segle xvi) fou eclesiàstic i bibliotecari, canonge de la seu de Tarragona. Fou conegut també amb el nom castellanitzat de Martín de Baylo, forma represa per Gregori Maians.
Fou secretari i bibliotecari d'Antoni Agustí, del qual va catalogar-ne la biblioteca. El catàleg fou publicat a Tarragona el 1587.

## Obres
- Bibliotecae graeca ms. latina ms..